# Левица екологија слобода
Левица екологија слобода (итал. Sinistra Ecologia Libertà; SEL) је левичарска политичка партија у Италији, првобитно основана као коалиција странака. Њен председник је Ники Вендола.

## Историја
СЕЛ је формирана уочи европских избора 2009 као коалиција пет странака италијанске левице:
- Покрет за левицу, странка под вођством Никија Вендоле, настала из раскола од Комунистичке обнове;
- Социјалистичка партија, створена 2007 као идеални наследник историјске социјалистичке партије;
- Зелени Италије, еко-социјалистички покрет;
- Демократска левица, странка настала из раскола од Демократа левице;
- Ујединити левицу, настала из раскола од Партије италијанских комуниста.

Од новембра 2009 СЕЛ одлучује претварање у унитарну политичку странку, међутим Социјалистичка партија и Зелени Италије одбијају да се утопе у СЕЛ и напуштају пројекат. Један део Зелених ће одбити одлуку сопствене странке да напусти коалицију и основаће удружење „Екологисти“. 
Тим одласцима у СЕЛ-у остају само:
- Покрет за левицу;
- Демократска левица;
- Ујединити левицу;
- Екологисти.

У децембру СЕЛ је званично покренута као странка и Вендола је изабран за њеног портпарола.
СЕЛ је добио прилично добре резултате на регионалним изборима 2010. године, посебно у централној и јужној Италији. У Апулији Вендола је поново изабран за председника региона и СЕЛ је освојио рекордних 9,7%, њен најбољи изборни резултат.
Странка је званично основана на конгресу у Фиренци 22-24 октобра 2010.
На изборима 2013. СЕЛ је ушла у коалицију левог центра „Италија опште добро“ са Демократском партијом, Демократским центром и Социјалистичком партијом. СЕЛ је освојила 3,20% у изборима за Дом посланика (37 мандата) и 2,97% у Сенату (7 мандата).

#### Изборни резултати
|                       | Гласови       | %         | Места   |          |
| Европски избори 2009. | 958.458       | 3,12      | 0 / 73  |          |
| Избори 2013.          | Дом посланика | 1.089.442 | 3,20    | 37 / 630 |
| Сенат                 | 912.374       | 2,97      | 7 / 315 |          |